# エブロイン
エブロイン (ドイツ語: Ebroin　フランス語: Ébroïn　生年不詳 - 680/1年) は、フランク王国の分国ネウストリアの宮宰（658年 - 673年、675年 - 680年）。ネウストリアで独裁的な権力を握り、ブルグンディアやアウストラシアの支配を目論んだ。

## 生涯
アウストラシア宮宰グリモアルド1世のピピン家によるフランク王国継承の試みが失敗した後、メロヴィング朝のフランク王はネウストリアに居を移した。クロタール3世の時代の658年にネウストリア宮宰エルキノアルドが死去すると、王国の評議会はエブロインを新宮宰に選出した。663年にクロタール3世が成人すると、エブロインは王の母で摂政だったバルティルドをシェル修道院に追放した。
670年代の聖エリギウスの記録によれば、エルボインの子はボボ（660年頃生）一人しかいなかった。
イングランドの学者ベーダ・ヴェネラビリス (IV.1) は、668年のエブロインについての逸話を記録している。これによれば、エブロインはローマからの帰途についていたイングランド人を待ち伏せした。この男が、東ローマ帝国皇帝コンスタンス2世の命を受けてフランク王国に対抗する大同盟を結ぼうとしている使者であると疑ったのだという。このことは、668年までにはエブロインがネウストリアに限らず「全フランク人」に支配を及ぼしていたこと、また彼に偏執病の傾向があったことを示している。
673年、クロタール3世が死去すると、エブロインはその末息子のテウデリク（3世）を擁立したが失敗し、宮宰の地位を追われた。しかし新王キルデリク2世が675年に暗殺されると、テウデリク3世が即位しエブロインも復帰した。
エブロインはネウストリアとブルグンディアの統合に心を砕いたが、ブルグンディアの大貴族は独立の願望が強かった。彼らはオータン司教レオデガルのもとに結集し、エブロインとクロタール3世を撃退した。ブルグント人たちはエブロインをリュクスイユ修道院に拘禁し、剃髪させた。また、各分王国は個々の法と慣習を保ち、エブロインのようにいくつもの国に影響力を持つものがあってはならないとする宣言が行われた。しかし間もなくレオデガルはウルフォアルド率いるアウストラシア軍に敗北し、673年にリュクスイユ修道院に幽閉された。。
キルデリク2世の暗殺後脱出したエブロインは、アウストラシアで即位したクロヴィス3世を支援した。 またネウストリア宮宰になっていたレウデシウスを殺害し、宮宰に返り咲いた。そして彼の関心は、同じく幽閉から脱したレオデガルへの復讐にそそがれた。
675年ごろ、エブロインはネウストリアとブルグンディアのほとんどにおける権威を回復した。そしてシャロン＝シュル＝マルヌ司教にしてヴァランス司教だったシャンパーニュの公を動かし、レオデガルの拠点オータンを攻撃させた。オータンの街は金に釣られて降伏した。捕らえられたレオデガルは目をくりぬかれるなどの拷問の末、キルデリク2世暗殺の罪を着せられ追放された。679年10月12日、エブロインの命でレオデガルは処刑された。
エブロインはネウストリアのもとでのフランク王国統一に乗り出し、ラン付近で行われたボワ・デュ・フェイの戦いで勝利した。しかし680/1年、政敵によって暗殺された。
684年、ポワティエ司教アンソアルドがレオデガルの伝記を編纂した。この中でエブロインは野望と権力欲にまみれた神の敵として描かれている。後にレオデガルは列聖された。エブロインについての不名誉な記録はアウストラシアにおいても多々見られる。

### 一次資料
- Liber historiae Francorum, edited by B. Krusch, in Monumenta Germaniae historica script. rer. Merov. vol. ii.
- Vita sancti Leodegarii, by Ursinus, then a monk of St Maixent (Migne, Patrologia Latina, vol. xcvi.)
- Vita metrica in Poetae Latini aevi Carolini, vol. iii. (Mod. Germ. Hist.)

### 二次史料
- J. B. Pitra, Histoire de Saint Léger (Paris, 1846)
- J. Friedrich, Zur Geschichte des Hausmeiers Ebroin, in the Proceedings of the Academy of Munich (1887, pp. 42–61)